# Chuti Molina
José Luis Molina Ruescas (Albacete, 18 de septiembre de 1964), más conocido como Chuti Molina, es un exfutbolista, entrenador y director deportivo español.

## Trayectoria

### Futbolista
José Luis Molina nació en Albacete y tras pasar su infancia en Francia con sus padres, regresó a su ciudad natal con 18 años y jugó en el equipo juvenil de División de Honor. Dio el salto al filial y llegó a debutar en el primer equipo. Después jugó en el Disqueria fútbol sala y siguió practicando el fútbol, su gran pasión, en varios conjuntos de la Tercera División manchega. Se retiró de la práctica del fútbol a los 35 años y emprendió una nueva etapa en la Escuela de Fútbol de Quintanar del Rey, dependiente de la Fundación Albacete Balompié.

### Director deportivo y entrenador
De ahí pasó a ocupar el puesto de coordinador de la cantera del cuadro manchego y a entrenar al equipo cadete, con el que quedó tercero de España. Continuó compaginando la coordinación de las categorías inferiores, con la de entrenador del equipo juvenil de División de Honor. En sus últimos tres años de trabajo se dedicó en exclusiva a las categorías inferiores del club, donde cerró una etapa memorable: En sus cinco años de gestión, el club ingresó más de ocho millones de euros por la venta de jugadores de la cantera. Ubaldo Gonzaléz, presidente del Albacete Balompié, convocó esa misma tarde una rueda de prensa para homenajear a José Luis Molina en su despedida del club para convertirse en 2007 en el nuevo coordinador del fútbol base del Real Club Celta.
En el Celta de Vigo sembró la cantera y sacó futbolistas que han acabado echando raíces en la plantilla profesional viguesa. «Desde Yoel, el portero, a Túñez pasando por Roberto Lago, Hugo Mallo, Jonathan Vila o Dani Ábalo».
En 2011 llega al Real Valladolid para ocupar su secretaría técnica, ya que José Antonio García Calvo se convierte en el nuevo director deportivo del Real Valladolid, donde los dos forman la plantilla, y quien ya tuvo una estrecha relación con Antonio Gómez, el entrenador del conjunto vallisoletano en ese momento, donde coincidió en el Albacete Balompié.
En verano de 2011 llega al Real Murcia donde estaría hasta 2014, tras el descenso administrativo del Real Murcia. Durante las 3 campañas que estuvo en el club murciano, destaca la temporada 2013/14 configura la plantilla del Real Murcia con el presupuesto más austero de los últimos años, y elabora totalmente por su cuenta un equipo concebido para no pasar apuros y en club murciano juega play-offs de ascenso a Liga BBVA
En verano de 2014 el que ha sido coordinador deportivo del Real Murcia, confirmó su marcha como nuevo secretario técnico del Real Betis, donde vuelve a reunirse con un Julio Velázquez que mientras el Murcia peleaba por ascender a Primera, él se dedicaba a ultimar su fichaje por la entidad verdiblanca. Molina será el 'segundo' de Alexis Trujillo, ya que el exjugador asciende a director deportivo en el organigrama verdiblanco.
En abril de 2015, el Real Betis Balompié hace pública una nota oficial en la que informa de que la entidad verdiblanca y el secretario técnico, han llegado a un acuerdo “para extinguir el vínculo profesional” que los unía. 
En junio de 2016, tras la salida precipitada de Ramón Planes en el Elche C. F., Molina llega a un acuerdo con el club ilicitano para coger las riendas de la dirección deportiva para la temporada 2016/2017.
En abril de 2017, el director deportivo abandona el Elche CF tras la destitución de Alberto Toril, debido a los malos resultados cosechados que tienen al club alicantino rozando los puestos de descenso a Segunda B.
Un año después, en marzo de 2018, se confirmó su fichaje como director deportivo por parte del Real Racing Club de Santander, en sustitución de Pachín. El 6 de julio de 2020, abandonaría la dirección deportiva del conjunto cántabro.